# Soldier (chanson des Destiny's Child)
Pour les articles homonymes, voir Soldier.
Singles de Destiny's Child avec T.I. et Lil Wayne
Lose My Breath
(2004) Girl
(2005)
Singles par T.I.
U Don't Know Me
(2004) ASAP/Motivation
(2005)
Singles par Lil Wayne
Earthquake
(2004) Get Your Shine On
(2004)
Soldier est une chanson R'n'B/hip-hop écrite par Beyoncé Knowles, Kelly Rowland, Michelle Williams, Rich Harrison, Sean Garrett, T.I., et Lil Wayne pour le quatrième album studio des Destiny's Child, Destiny Fulfilled de 2004.

## Genèse
Soldier est produit par Knowles et Harrison et sort comme le second single de l'album en automne 2004. La chanson est également interprétée par Beyoncé lors de la tournée The Beyoncé Experience. Elle est interprétée comme un remix dans un medley Destiny's Child. Le remix contient un échantillon de Crank That (Soulja Boy) de Soulja Boy Tell 'Em.

## Ventes
Soldier prend la première place au Canada et en Danemark et la troisième place aux États-Unis, où il est devenu le dixième et dernier titre consécutif en haut du classement, la quatrième place au Royaume-Uni, ce qui en fait le premier top 5 pour T.I. et Lil Wayne au Royaume-Uni et il entre dans le top 5 en Nouvelle-Zélande, en Irlande, en Israël, en Finlande, en Italie, en Grèce et en Suisse. La chanson est également nommée pour le Grammy Award de la meilleure collaboration Rap/Chant et le groupe gagne un Soul Train Lady of Soul Award du « meilleur single R'n'B/Soul pour un groupe ou un duo ». La chanson est échantillonnée pour Grillz de Nelly, Paul Wall, et Ali & Gipp. Elle est également échantillonnée pour la chanson Body Marked Up de Willy Northpole.

## Clip video

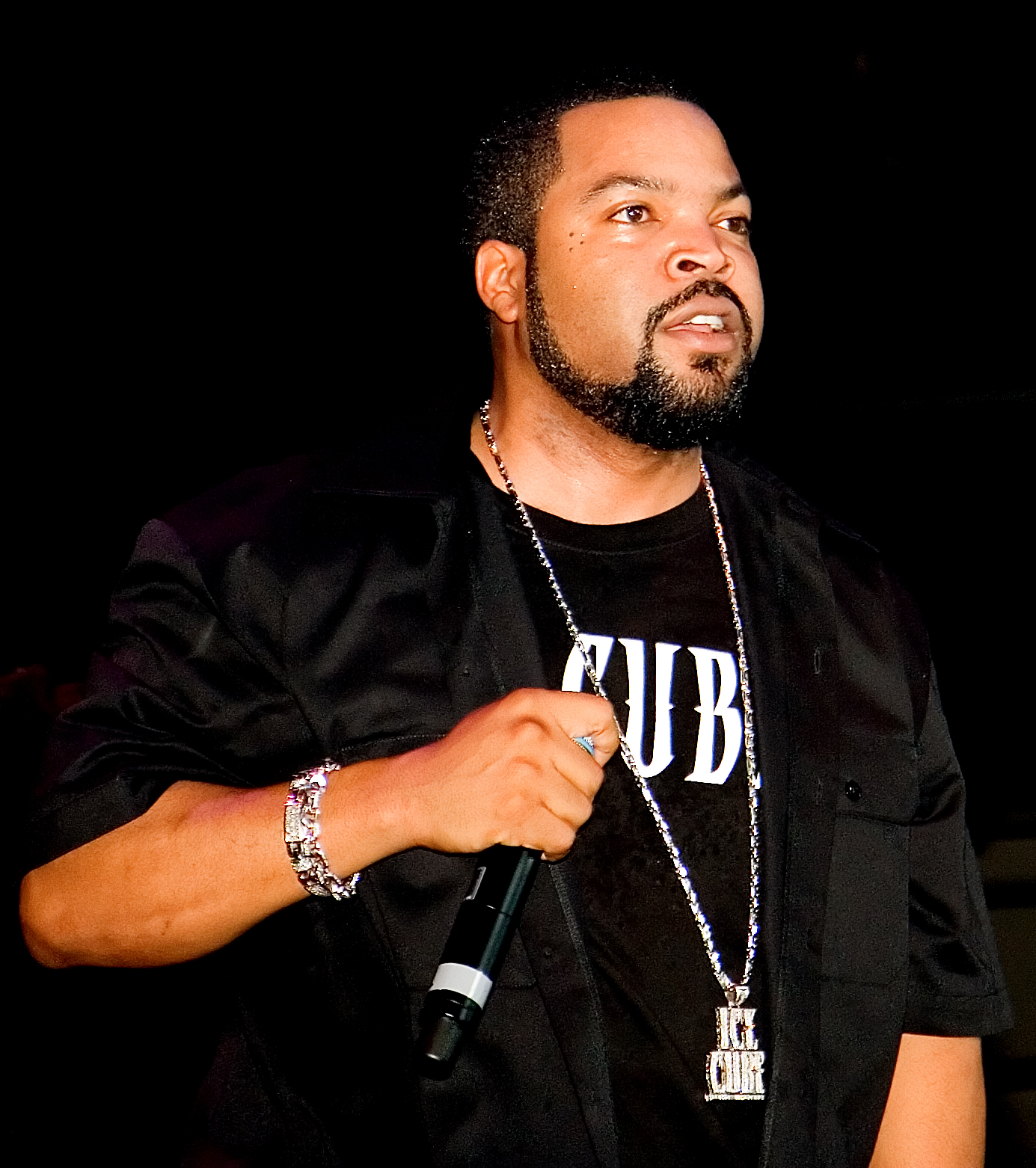
L'artiste hip-hop Ice Cube (photo) fait une brève apparition dans le clip de « Soldier ».

Le clip de « Soldier » a été tourné en août 2004 par le réalisateur norvégien Ray Kay et en noir et blanc, devenant ainsi le premier clip du groupe utilisant cette technique. C'était la première fois que le groupe collaborait avec Kay. Lors d'une interview, ils l'ont félicité pour la rapidité et la simplicité du tournage, qualifiant l'expérience de « merveilleuse ». La vidéo présente des apparitions de sept chanteurs et rappeurs : la sœur de Beyoncé, Solange Knowles, Luke James, Lloyd, Bow Wow, Ginuwine, Ice Cube, WC et Young Jeezy.
La vidéo s'ouvre sur Destiny's Child marchant entre deux rangées d'hommes entrelacés, avec des gros plans sur le visage de chaque membre. T.I. apparaît en train de rapper, chapeau, lunettes de soleil et chaînes. Au fil de la chanson, on voit les membres danser avec les hommes en arrière-plan, qui posent également devant la caméra. Au milieu de la vidéo, les filles se promènent avec des chiens en laisse, puis Lil Wayne rappe sa partie. La caméra se concentre sur chaque membre pendant sa partie solo, interprétant une chorégraphie et faisant du playback sur les paroles. À la fin de la vidéo, tandis que le groupe chante « known to carry big things », ils caressent le ventre de Solange Knowles, enceinte au moment du tournage. Le clip se termine avec les filles tenant les chiens précédemment vus dans leurs mains. Tout au long de la vidéo, on voit trois voitures avec des immatriculations différentes : une Cadillac de Géorgie avec l'inscription « Da Durty », une autre de New York avec l'inscription « BK Style » et une troisième de Californie avec l'inscription « Crenshaw ».

## Classements
| Pays              | Meilleure position |
| ----------------- | ------------------ |
| Australie         | 3                  |
| Autriche          | 25                 |
| Belgique          | 18                 |
| Canada            | 1                  |
| Danemark          | 1                  |
| Pays-Bas          | 10                 |
| Finlande          | 7                  |
| France            | 28                 |
| Allemagne         | 11                 |
| Irlande           | 6                  |
| Italie            | 9                  |
| Nouvelle-Zélande  | 4                  |
| Norvège           | 15                 |
| Roumanie          | 12                 |
| Suède             | 27                 |
| Suisse            | 10                 |
| Royaume-Uni       | 4                  |
| Billboard Hot 100 | 3                  |

## Crédits et personnel
- Voix principales : Beyoncé Knowles (1 couplet et 2 ponts), Kelly Rowland (1 couplet) et Michelle Williams (1 couplet)
- Production vocale : Beyoncé Knowles et Kelly Rowland
- Enregistré par : Jim Caruna aux Sony Music Studios à New York
- Voix additionnelles : Tom Tapley et Fabian Marasciullo
- Mixage audio : Dexter Simmons
- Montage : Rommel Nino Villanueva
- Masterisé par : Tom Coyne

## Liste des pistes
- Single Australie

1. Soldier (Version album) : 5:26
2. Soldier (Maurice's Nu Soul Mix)
3. Soldier (Maurice's Nu Beat Mix)
4. Soldier (Danny Howells & Dick Trevor's Kinkyfunk Mix)
5. Lose My Breath (Peter Rauhofer's Breathless Club Mix) : 9:14

- Promo Europe[5]

1. Soldier (Version Radio)

- Single Europe COL 675694 2

1. Soldier (Version album) : 5:26
2. Soldier (Maurice's Nu Soul Mix)
3. Soldier (Danny Howells & Dick Trevor's Kinkyfunk Mix)
4. Soldier (Grizz Blackmarket Remix)
5. Lose My Breath (Peter Rauhofer's Breathless Club Mix) : 9:14
6. Soldier (Clip vidéo)

- Single France

1. Soldier (Version album) : 5:26
2. Soldier (Mix Inédit) (avec Rohff)
3. Survivor

- CD Pock-It Allemagne (3 inch) COL 675694 3

1. Soldier (Version album) : 5:26
2. Lose My Breath (Peter Rauhofer's Breathless Club Mix) : 9:14

- CD Royaume-Uni Partie 1

1. Soldier (Version radio)
2. Soldier (Kardinal Beats Remix)

- CD Royaume-Uni Partie 2

1. Soldier (Version radio)
2. Soldier (Maurice's Nu Anthem Mix)
3. Soldier (Danny Howells & Dick Trevor's Kinkyfunk Mix)
4. Soldier (JS Remix)
5. Soldier (Clip vidéo)

- CD Single États-Unis

1. Soldier (Version album) : 5:26
2. Soldier (Grizz Blackmarket Remix)
3. Soldier (Bizarre Remix)
4. Soldier (Maurice's Nu Soul Mix)
5. Soldier (Danny Howells & Dick Trevor's Kinkyfunk Mix)

- Single 2 pistes États-Unis

1. Soldier (Version album) : 5:26
2. Soldier (Grizz Blackmarket Remix)